# ラ・イェグアダ山
ラ・イェグアダ山（ラ・イェグアダさん、スペイン語: La Yeguada, またはチトラ-カロブレ山、スペイン語: Chitra-Calobre）はアスエロ半島の北、パナマのベラグアス県に位置する大規模な火山岩体の山である。

## 探索
一帯は数人のパナマの冒険家やフィリバスターによって探査され、山脈が火山の本元ではなくてカルデラであることが発見された。地域はまたいくつかの種類の樹木の原産地であり、主にグアヤカネスはアスエロ半島の地域で現在最も豊富な樹木の一種である。
谷の森はパナマの杉の木材の多くを生産する場所である。